# (22426) Mikehanes
(22426) Mikehanes est un astéroïde de la ceinture principale.

## Description
(22426) Mikehanes est un astéroïde de la ceinture principale. Il fut découvert le 13 janvier 1996 à Kitt Peak par le projet Spacewatch. Il présente une orbite caractérisée par un demi-grand axe de 2,76 UA, une excentricité de 0,10 et une inclinaison de 1,7° par rapport à l'écliptique.